# Acianthera glanduligera
Acianthera glanduligera là một loài phong lan.

## Hình ảnh

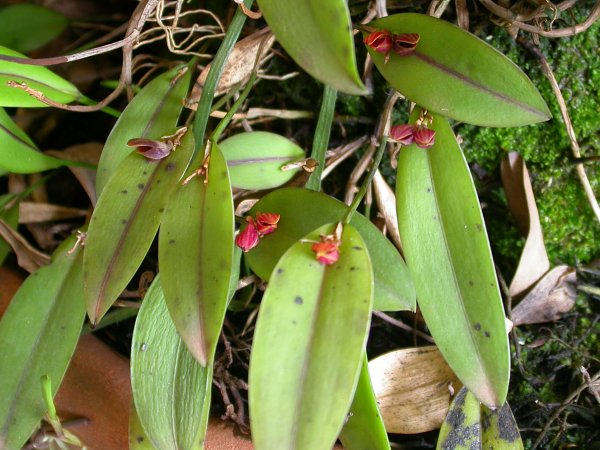
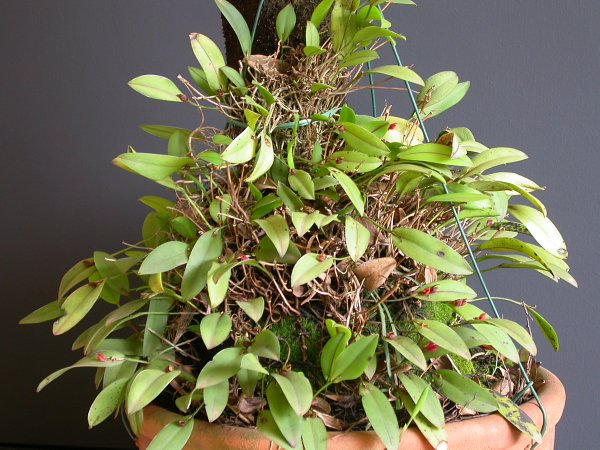
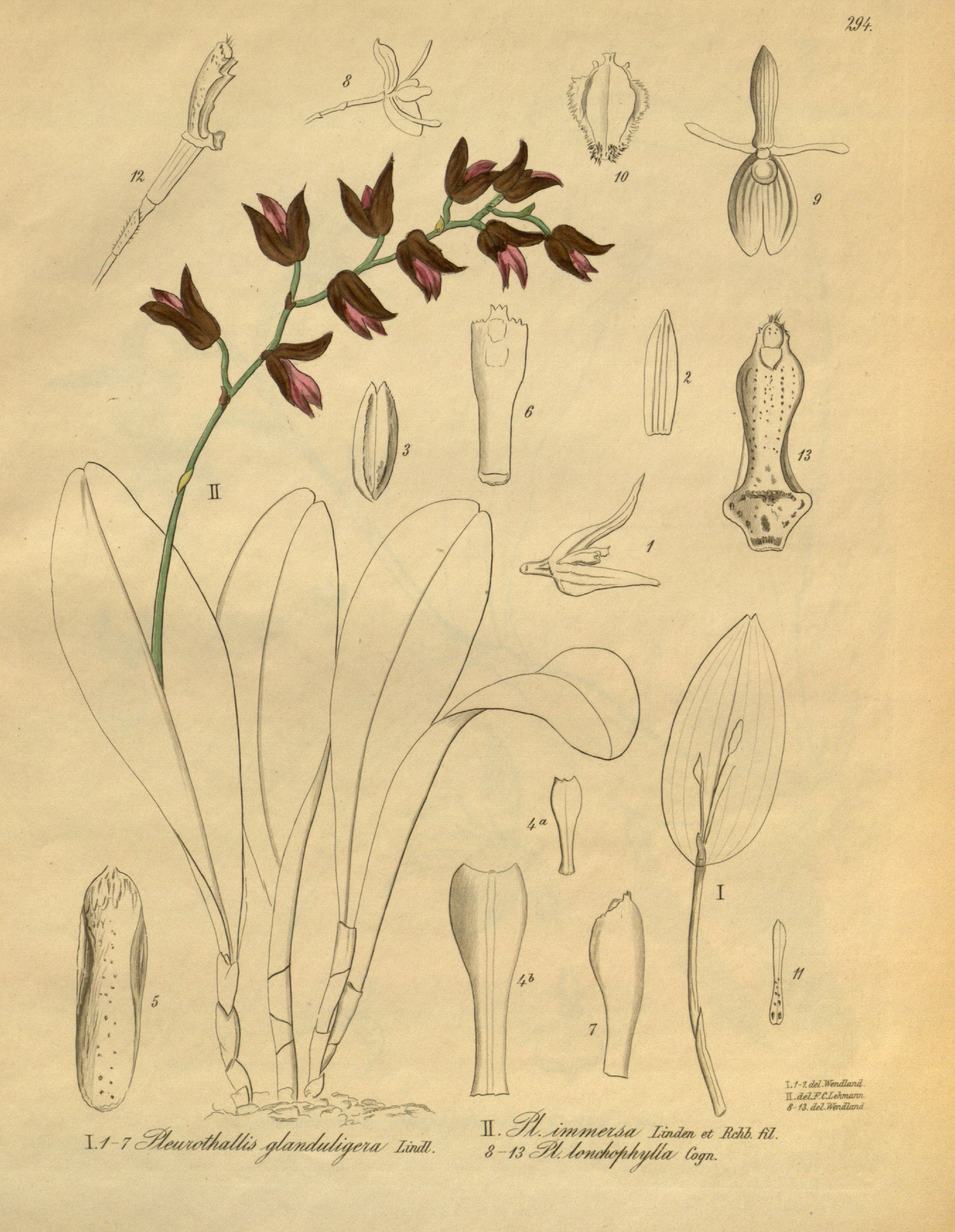
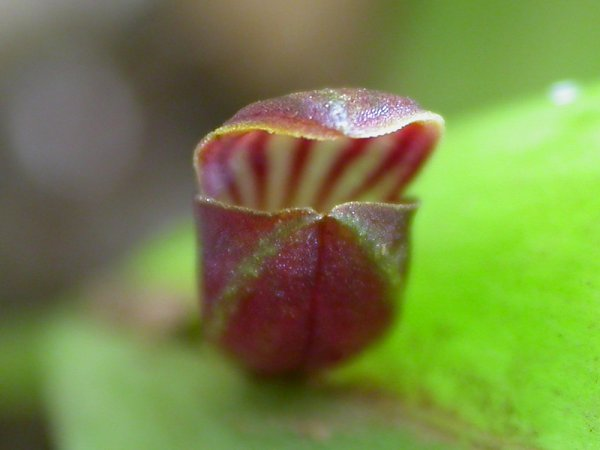